# Banksia ilicifolia
Banksia ilicifolia é uma espécie de vegetal da família Proteaceae. Endêmica do sudoeste da Austrália Ocidental, esta árvore pode atingir até 10 metros de altura com um hábito colunar ou irregular. Foi descrita cientificamente pelo botânico
Robert Brown.